# Joseph Jungmann (Theologe)
Josephus Jungmann SJ (* 12. November 1830 in Münster; † 25. November 1885 in Innsbruck) war ein deutscher Theologe. 

## Leben
Ab 1850 studierte er Theologie und Philosophie am Collegium Germanicum in Rom und wurde 1855 zum Priester geweiht. 1857 wurde er Mitglied der Gesellschaft Jesu und wechselte im folgenden Jahr als Dozent an die Universität Innsbruck. In Innsbruck wurde er Professor für kirchliche Beredsamkeit und Katechetik an der Universität sowie Professor für Liturgie am theologischen Konvikt. Sein Bruder war Bernard Jungmann.

## Schriften (Auswahl)
- Die Schönheit und die schöne Kunst. Nach den Anschauungen der sokratischen und der christlichen Philosophie in ihrem Wesen dargestellt. Innsbruck 1866.
- Gefahren bellettristischer Lectüre. Ein Vortrag, gehalten im katholischen Casino zu Innsbruck. Freiburg im Breisgau 1884, OCLC 36976300.
- Das Gemüth und das Gefühlsvermögen der neueren Psychologie. Freiburg im Breisgau 1885.
- Die Andacht zum heiligsten Herzen Jesu und die Bedenken gegen dieselbe. Ein Schreiben an einen Freund aus dem Laienstande. Freiburg im Breisgau 1885, OCLC 1075144642.